# Gymnocalycium hossei
Gymnocalycium hossei (укр. Гімнокаліціум Хоссеуса, Гімнокаліціум хосей) — сукулентна рослина з роду гімнокаліціум (Gymnocalycium) родини кактусових (Cactaceae).

## Історія
Вид вперше описаний у 1929 році німецьким ботаніком Фрідріхом Адольфом Хааге (нім. Friedrich Adolph Haage, 1796—1866) як Echinocactus hossei, який відніс його до роду ехінокактус (Echinocactus). Того ж року інший німецький ботанік — Алвін Бергер відніс його до роду гімнокаліціум.

## Етимологія
Видова назва дана на честь німецького ботаніка, професора Кордовського університету Карла Курта Хоссеуса (нім. Carl Curt Hosseus, 1878—1950).

## Ареал і екологія
Gymnocalycium hossei є ендемічною рослиною Аргентини. Ареал розташований у провінціях Ла-Ріоха і Катамарка. Рослини зростають на висоті від 500 до 1500 метрів над рівнем моря в різних околицях та височинах на горбистій місцевості та крутих схилах, серед каменів, гірських трав та чагарників.

## Морфологічний опис
| Орган                                               | Опис |
| --------------------------------------------------- | --- |
| Рослини                                             | зазвичай поодинокі, приплюснуто-кулясті до кулястих, сіро-зелені до коричнево-зелених, до 9 см заввишки і 14 см в діаметрі.                       |
| Коріння                                             | |
| Стебло                                              | |
| Епідерміс                                           | |
| Ребра                                               | 13-19, досить широкі. |
| Ареоли                                              | |
| Аксили                                              | |
| Центральні колючки\|одна, коричнева, з віком сіріє. | |
| Радіальні колючки                                   | 7-9, відстовбурчені, загнуті до стебла, одна звернена вниз, інші — по бокам, коричневі, з віком сіріючі з темними кінчиками, до 1,5 см завдовжки. |
| Квіти                                               | білуваті або рожеві, іноді з коричневим відтінком, з короткою квітковою трубкою.                                                                  |
| Бутони                                              | |
| Зовнішні пелюстки                                   | |
| Внутрішні пелюстки                                  | |
| Тичинки                                             | |
| Маточка                                             | |
| Плоди                                               | |
| Насіння                                             | |

## Чисельність, охоронний статус та заходи по збереженню
Gymnocalycium hossei входить до Червоного списку Міжнародного союзу охорони природи видів, з найменшим ризиком (LC).
Рослина місцево поширена і рясна. Поточна тенденція чисельності популяції стабільна. Основних загроз для цього виду немає.
Вид не зустрічається на жодній природоохоронній території.
Охороняється Конвенцією про міжнародну торгівлю видами дикої фауни і флори, що перебувають під загрозою зникнення (CITES).